# Night Owls (single)
Night Owls is een Engelstalige single van de Belgische band Vaya Con Dios uit 1990.
De single bevatte naast de titelsong het liedje Sally, dat reeds eerder als promosingle was uitgebracht in Spanje.
Het liedje verscheen op het album Night Owls.

## Meewerkende artiesten
- Producer
  - Dani Klein
  - Dirk Schoufs
- Muzikanten
  - André Brasseur (Hammond)
  - Bruno Castellucci (drums)
  - Clement Van Hove (trombone)
  - Dani Klein (backing vocals, zang)
  - Dirk Schoufs (contrabas)
  - Eric Melaerts (gitaar)
  - Frank Michiels (percussie)
  - Frank Wuyts (piano)
  - Ingrid Simons (backing vocals)
  - Jan Van Wouwe (saxofoon)
  - Jason Johnson (backing vocals)
  - Jean-Louis Roques (accordeon)
  - Jean-Michel Gielen (gitaar)
  - Koen De Cauter (gitaar)
  - Luc Vanden Bosch (drums)
  - Marcel De Cauwer (drums)
  - Maria Lekranty (backing vocals)
  - Patrick Mortier (trompet)
  - Regina Lekranty (backing vocals)
  - Steve Clisby (backing vocals)
  - Verona Davis (backing vocals)